# Lophoceros alboterminatus
El toco coronado (Lophoceros alboterminatus) es una especie de ave bucerotiforme de la familia Bucerotidae que puebla las sabanas africanas desde Etiopía hasta Angola y Sudáfrica.